# Micrathetis pallidegrisea
Micrathetis pallidegrisea là một loài bướm đêm trong họ Noctuidae.